# Louis-Hugues Vincent
Pour les articles homonymes, voir Vincent.
Le père Louis-Hugues Vincent (né le 31 août 1872 - mort le 30 décembre 1960 à Jérusalem) est un archéologue français, prêtre dominicain établi à Jérusalem, où il enseigna à l'École biblique et archéologique française de Jérusalem.
Il a entrepris d'importantes recherches archéologiques en Terre sainte.

## Biographie
Il est né en 1872 dans l'Isère dans la commune de Vernioz (Hameau de Saint-Alban-de-Varèze), près de Lyon. Aussitôt après le noviciat dominicain, en 1891, il fut envoyé à Jérusalem au monastère Saint Étienne, à l'École biblique, fondée un an avant par le père Lagrange. Vincent y est resté toute sa vie, à l'exception de longs séjours en France pendant les guerres mondiales.
À l'École biblique, Louis Vincent fit ses études et fut ordonné prêtre. Assez vite il devint l'un des chercheurs les plus érudits dans le domaine de l'archéologie biblique, y compris de la céramique et des objets antiques, étant même chargé du cours d'archéologie dans l'École. Il arriva à connaître de près tous les sites archéologiques en Terre Sainte.
Il fit notamment des fouilles avec le père Roland de Vaux à Tell Far'ah au nord de la Palestine.
Louis Vincent publia beaucoup d'articles dans la Revue biblique, dont il fut le rédacteur en chef entre 1931 et 1938.
Sa tombe se trouve dans la Vieille Ville de Jérusalem, dans la cour du couvent dominicain, près de la porte de Damas.

## Prix et distinctions
- Membre d'honneur de l'Académie des inscriptions et belles-lettres
- Membre d'honneur de la British Academy
- Membre de l'ordre de l'Empire britannique MBE
- croix de l'ordre de Léopold (Belgique)
- Légion d'honneur de France

## Livres
- Canaan d'après l'exploration récente, Paris, J. Gabalda, 1907
- (en) Underground Jerusalem: Discoveries on the Hill of Ophel, 1909-1911, Londres, Cox, 1911 (Jérusalem sous terre)
- Bethléem, le sanctuaire de la nativité, 1914, University of Toronto (avec le père Félix Marie Abel)
- Jérusalem, recherches de topographie, d’archéologie et d’histoire, Paris, J. Gabalda, 1912-1926
- Céramique de la Palestine, Paris, Champion, 1923
- Hébron, le Haram el-Khalîl, 1923, Paris, Ernest Leroux
- Sainte-Anne et les sanctuaires hors de la ville, histoire monumentale de la Jérusalem nouvelle Paris, Lecoffre, 1926
- Emmaüs, sa basilique et son histoire, 1932, Paris, Ernest Leroux (avec le père Félix Marie Abel)
- Mémorial Lagrange, 1940
- (it) Il Santo Sepolcro di Gerusalemme. Splendori, Miserie, Speranze, Bergamo, Italie, Istituto Italiano D'arti Grafiche, 1949 (Histoire de la basilique du Saint Sépulcre)
- Jérusalem de l'Ancien Testament, 1954 (avec la collab. graphique de Marie-Joseph Steve)